# 内托超市
内托超市（德语：“纯收入”）是一家总部位于德国巴伐利亚州马克斯许特-海德霍夫的食品连锁超市，是埃德卡超市的子公司。
内托超市的前身是 Tengelmann GmbH 的 Plus 子公司，后被埃德卡超市（德语：Edeka） 收购并改制为 Netto。
内托超市于 2021 年运营着 4,281 家分支机构，使其成为德国分支机构最多的折扣商。 2021年员工人数为81,800人。

## 历史
该公司由 Michael Schels 于1928年在雷根斯堡创立，最初是一家食品批发商。1971年，第一家零售分店在拜尔恩格里斯 (Beilngries) 开业，名称为 SuDi (超级折扣 SuperDiscount)，随后又陆续开设了更多分店，直至1983年。
内托超市的折扣概念于1983年提出，并在雷根斯堡开设了第一家内托超市分店。到1990年已有的50家SuDi分店逐渐转变为折扣概念。此时，第一家超市在德国中部和东部开放。
截至2014年，其在德国境内共有4168家分店，仅次于奥乐齐超市和利多超市为德国境内第三大的折扣超市。

内托超市之前的标志

2018年夏天，内托超市推出了新标志。以前的黄色填充框被消除，字体也发生了变化。